# Ориоль, Жоан
Жоа́н Орио́ль Гра́сия (кат. Joan Oriol Gracia; 5 ноября 1986, Камбрильс, Испания) — испанский футболист, защитник.

## Карьера
Воспитанник местного клуба «Камбрильс». Начал карьеру в клубе Примеры Каталонии «Ла-Побла-де-Мафумет», где отыграл полтора года с арендой в «Реус Депортиу», в котором сыграл 33 матча. Летом 2007 года перешёл в «Гава», где сыграл 34 матча и 2 раза забил. Зимой 2009 года его пригласили в «Вильярреал Б», за который он отыграл 2 года. За это время он сыграл 71 матч (3 гола). Летом 2010 перешёл в основную команду «Вильярреала», где дебютировал в матче против «Сарагосы» 27 ноября. Он вышел в основе и был заменён на 71-й минуте. Всего же за сезон отыграл 6 матчей.
В июле 2015 года Жоан подписал двухлетний контракт с «Мальоркой». Его дебют в команде состоялся 22 августа в матче против «Алькоркона».